# Лакомб (Альберта)
Лакомб (англ. Lacombe) — місто в Канаді, у провінції Альберта, центр однойменного муніципального району.

## Населення
За даними перепису 2016 року, місто нараховувало 13057 осіб, показавши зростання на 11,5%, порівняно з 2011-м роком. Середня густота населення становила 627,5 осіб/км².
З офіційних мов обидвома одночасно володіли 680 жителів, тільки англійською — 12 095, тільки французькою — 5, а 50 — жодною з них. Усього 1,035 осіб вважали рідною мовою не одну з офіційних, з них 15 — одну з корінних мов, а 50 — українську.
Працездатне населення становило 6 835 осіб (68,2% усього населення), рівень безробіття — 9,5% (12,7% серед чоловіків та 5,9% серед жінок). 86,3% осіб були найманими працівниками, а 12,4% — самозайнятими.
Середній дохід на особу становив $56 857 (медіана $40 942), при цьому для чоловіків — $74 424, а для жінок $40 228 (медіани — $58 205 та $29 056 відповідно).
27,9% мешканців мали закінчену шкільну освіту, не мали закінченої шкільної освіти — 19,6%, 52,5% мали післяшкільну освіту, з яких 31,9% мали диплом бакалавра, або вищий, 100 осіб мали вчений ступінь.
| Статево-вікова структура населення | Статево-вікова структура населення | Статево-вікова структура населення | Статево-вікова структура населення | Статево-вікова структура населення |
| ---------------------------------- | ---------------------------------- | ---------------------------------- | ---------------------------------- | ---------------------------------- |
|                                    |                                    |                                    |                                    |                                    |
| Всього                             | Всього                             | 48,6%51,4%                         |                                    |                                    |
| 0 — 14 років                       | 0 — 14 років                       |                                    | 20,6%                              | 20,6%                              |
| 15 — 64 років                      | 15 — 64 років                      |                                    | 63,7%                              | 63,7%                              |
| 65 і більше                        | 65 і більше                        |                                    | 15,7%                              | 15,7%                              |
| 85 і більше                        | 85 і більше                        |                                    | 3%                                 | 3%                                 |
| 100 і більше                       | 100 і більше                       |                                    | 0%                                 | 0%                                 |
| Середній вік (років)               | Середній вік (років)               | 37,440,3                           | 38,9                               | 38,9                               |
| Медіана (років)                    | Медіана (років)                    | 36,039,2                           | 37,5                               | 37,5                               |
| — чоловіки — жінки                 |                                    |                                    |                                    |                                    |

| Походження мешканців:     | Походження мешканців:     | Походження мешканців: | Походження мешканців: | Походження мешканців: |
| ------------------------- | ------------------------- | --------------------- | --------------------- | --------------------- |
| Походження                |                           |                       | осіб                  | %                     |
| Корінні американці        | Корінні американці        |                       | 820                   | 6.28%                 |
| Інше північноамериканське | Інше північноамериканське |                       | 3 595                 | 27.53%                |
| Європейське               | Європейське               |                       | 9 780                 | 74.9%                 |
| британське                | британське                |                       | 6 495                 | 49.74%                |
| французьке                | французьке                |                       | 1 550                 | 11.87%                |
| українське                | українське                |                       | 1 115                 | 8.54%                 |
| Латинськоамериканське     | Латинськоамериканське     |                       | 170                   | 1.3%                  |
| Карибське                 | Карибське                 |                       | 140                   | 1.07%                 |
| Африканське               | Африканське               |                       | 90                    | 0.69%                 |
| Азійське                  | Азійське                  |                       | 795                   | 6.09%                 |
| Океанійське               | Океанійське               |                       | 55                    | 0.42%                 |

| Зайнятість населення за галузями (за класифікацією NOC): | Зайнятість населення за галузями (за класифікацією NOC): | Зайнятість населення за галузями (за класифікацією NOC): | Зайнятість населення за галузями (за класифікацією NOC): | Зайнятість населення за галузями (за класифікацією NOC): |
| -------------------------------------------------------- | -------------------------------------------------------- | -------------------------------------------------------- | -------------------------------------------------------- | -------------------------------------------------------- |
|                                                          |                                                          |                                                          |                                                          |                                                          |
| Управління                                               | Управління                                               |                                                          | 10,1%                                                    | 10,1%                                                    |
| Бізнес, фінанси та адміністрування                       | Бізнес, фінанси та адміністрування                       |                                                          | 13,2%                                                    | 13,2%                                                    |
| Природничі та прикладні науки                            | Природничі та прикладні науки                            |                                                          | 5,6%                                                     | 5,6%                                                     |
| Охорона здоров'я                                         | Охорона здоров'я                                         |                                                          | 7,4%                                                     | 7,4%                                                     |
| Освіта, правозахист, муніципальні та урядові служби      | Освіта, правозахист, муніципальні та урядові служби      |                                                          | 11,6%                                                    | 11,6%                                                    |
| Мистецтво, культура, відпочинок та спорт                 | Мистецтво, культура, відпочинок та спорт                 |                                                          | 2,8%                                                     | 2,8%                                                     |
| Роздрібна торгівля та послуги                            | Роздрібна торгівля та послуги                            |                                                          | 19,6%                                                    | 19,6%                                                    |
| Гуртова торгівля, транспорт та обладнання                | Гуртова торгівля, транспорт та обладнання                |                                                          | 20,2%                                                    | 20,2%                                                    |
| Природні ресурси, сільське господарство                  | Природні ресурси, сільське господарство                  |                                                          | 5,2%                                                     | 5,2%                                                     |
| Виробництво                                              | Виробництво                                              |                                                          | 4,2%                                                     | 4,2%                                                     |

## Клімат
Середня річна температура становить 2,8°C, середня максимальна – 21,5°C, а середня мінімальна – -19,6°C. Середня річна кількість опадів – 454 мм.
| Клімат поселення                              | Клімат поселення | Клімат поселення | Клімат поселення | Клімат поселення | Клімат поселення | Клімат поселення | Клімат поселення | Клімат поселення | Клімат поселення | Клімат поселення | Клімат поселення | Клімат поселення | Клімат поселення |
| Показник                                      | Січ.             | Лют.             | Бер.             | Квіт.            | Трав.            | Черв.            | Лип.             | Серп.            | Вер.             | Жовт.            | Лист.            | Груд.            |                  |
| Середній максимум, °C                         | −6,53            | −2,84            | 2,52             | 10,59            | 16,64            | 20,61            | 21,50            | 20,83            | 15,70            | 10,30            | 0,90             | −5               |                  |
| Середня температура, °C                       | −13,08           | −9,4             | −4,02            | 4,04             | 10,08            | 14,06            | 16,14            | 15,49            | 10,31            | 4,98             | −4,43            | −10,35           |                  |
| Середній мінімум, °C                          | −19,62           | −15,94           | −10,58           | −2,5             | 3,53             | 7,52             | 10,78            | 10,12            | 4,97             | −0,4             | −9,8             | −15,72           |                  |
| Норма опадів, мм                              | 19               | 15               | 17               | 22               | 51               | 76               | 90               | 66               | 48               | 19               | 15               | 16               |                  |
| Середньомісячна швидкість вітру, м/с          | 3.30             | 3.30             | 3.50             | 3.80             | 3.80             | 3.50             | 3.10             | 3.00             | 3.20             | 3.50             | 3.50             | 3.40             |                  |
| Середньомісячна сонячна радіація, кДж/м²·день | 3733             | 7245             | 12257            | 17263            | 20653            | 21923            | 22506            | 19019            | 13068            | 7868             | 4000             | 2854             |                  |
| --------------------------------------------- | ---------------- | ---------------- | ---------------- | ---------------- | ---------------- | ---------------- | ---------------- | ---------------- | ---------------- | ---------------- | ---------------- | ---------------- | ---------------- |
| Джерело:                                      |                  |                  |                  |                  |                  |                  |                  |                  |                  |                  |                  |                  |                  |

## Галерея

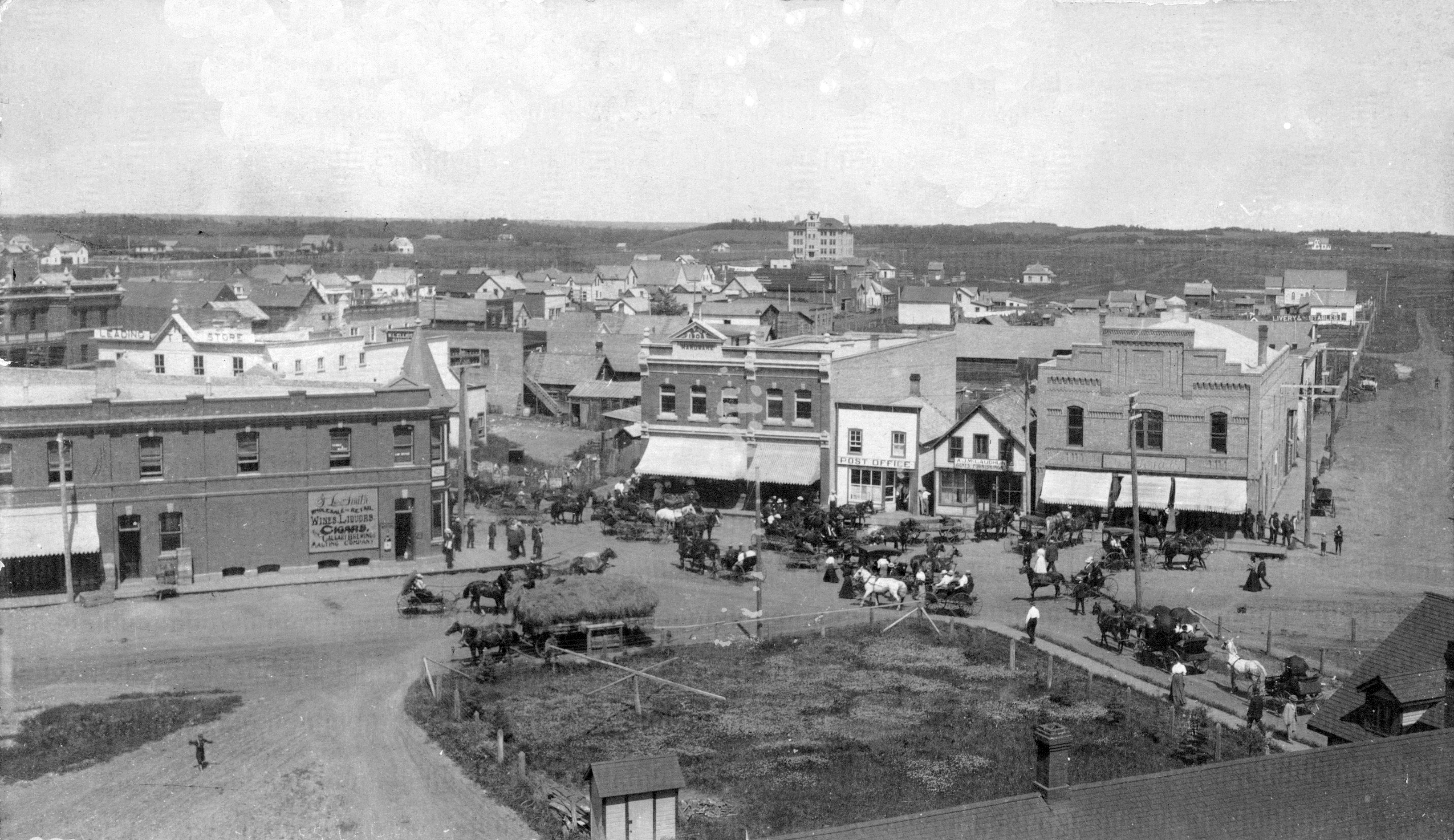
Центр міста в 1908 році
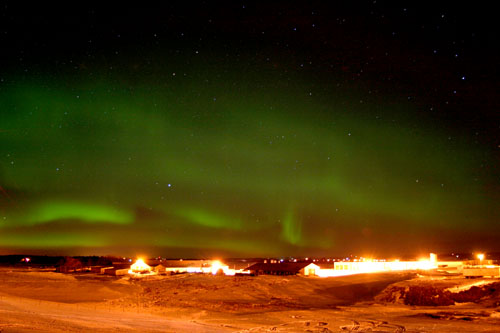
Північне сяйво над Бурманським університетом
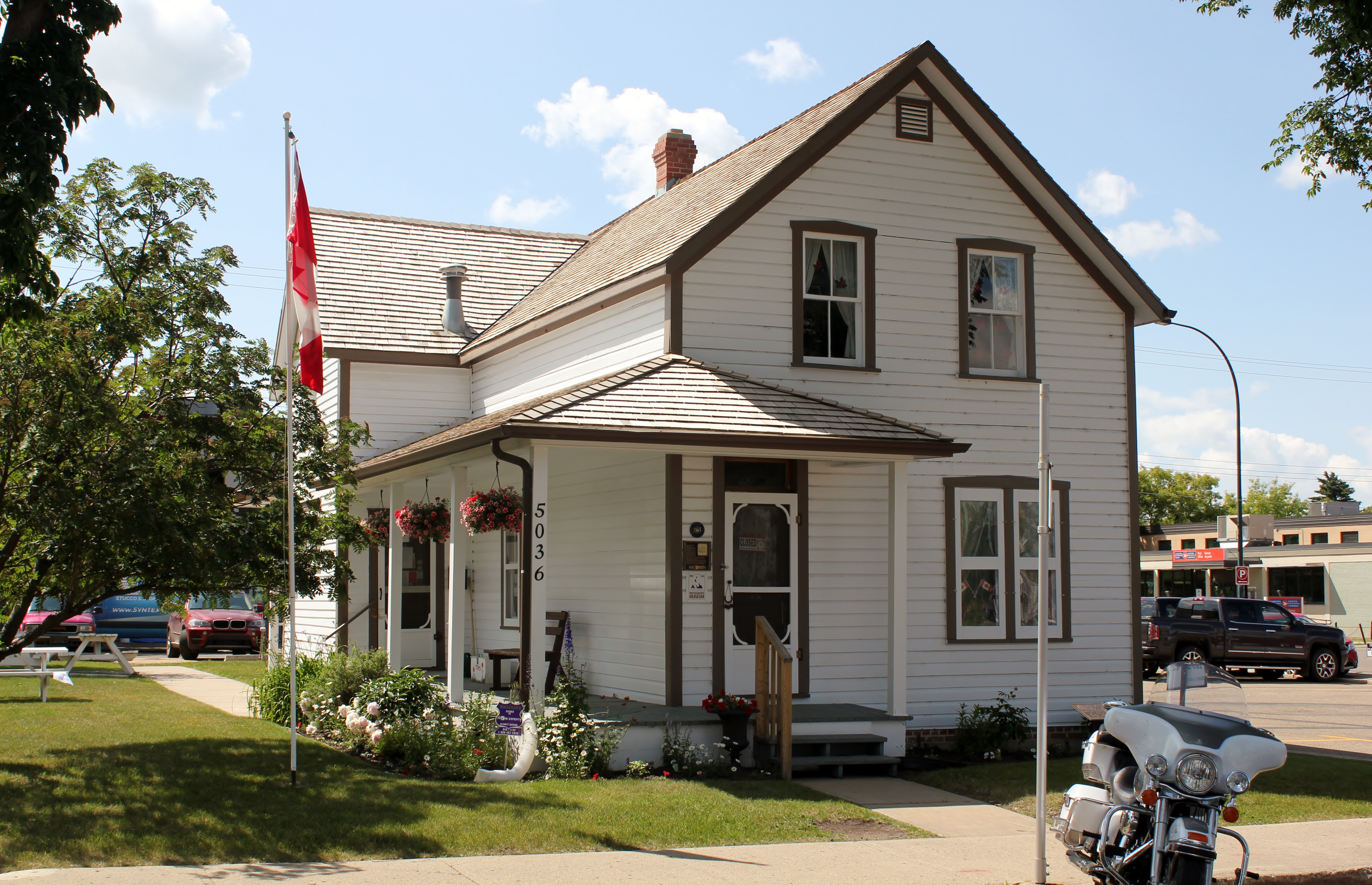
Будинок Роланда Міченера — пам'ятка культурної спадщини